# Лодзинский детский концлагерь

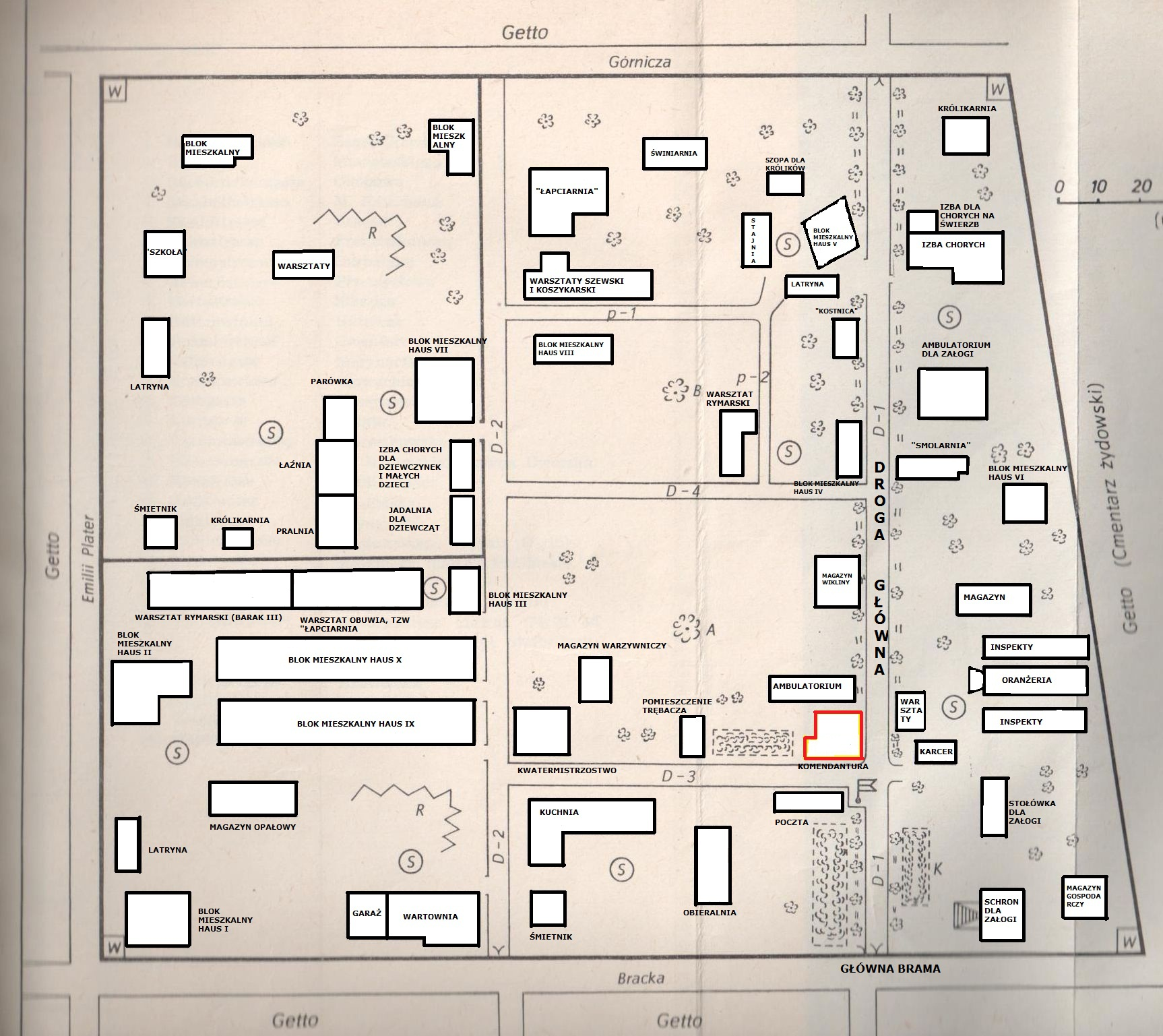
План Лодзинского детского концлагеря, нарисованный бывшим заключённым Ю. Витковским. Здание штаб-квартиры отмечено красным.

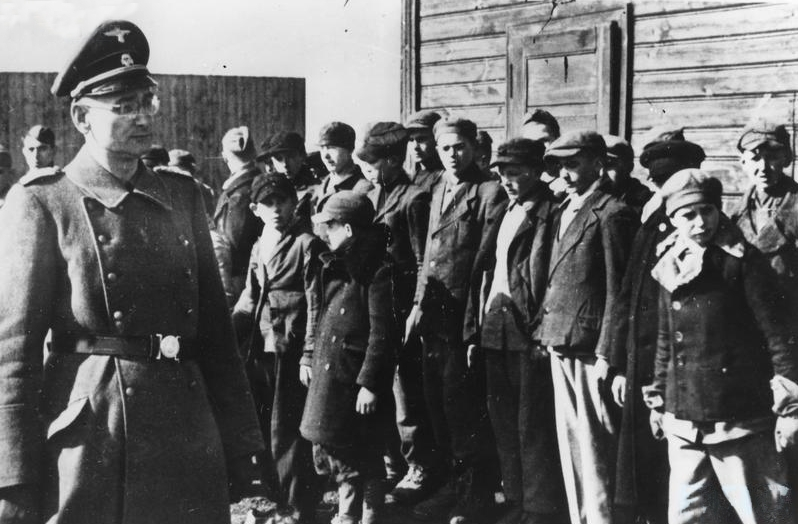
Перекличка мальчиков в Лодзинском детском концлагере.

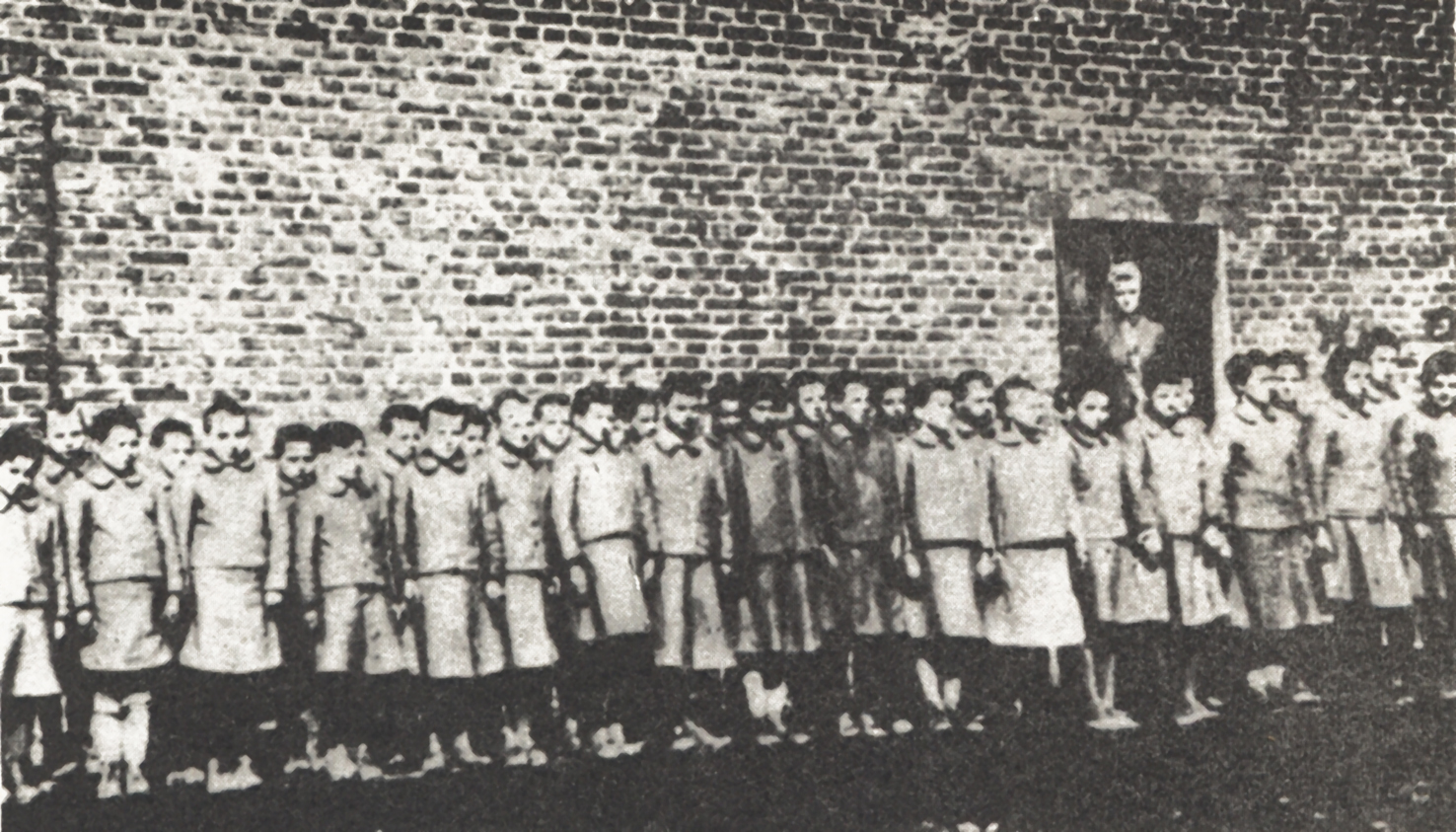
Девочки у здания женского подлагеря Лодзинского детского концлагеря; надзиратель Женевьева Поль стоит в дверях.

«Лодзинский детский концлагерь» (пол. Prewencyjny Obóz Policji Bezpieczeństwa dla Młodzieży Polskiej w Łodzi, также Детский концлагерь Ли(т)цманштадт, нем. Polen-Jugendverwahrlager der Sicherheitspolizei in Litzmannstadt) — нацистский концлагерь для польских детей на территории гетто в оккупированной Лодзи во время Второй мировой войны.

## История создания
Лодзинский детский концлагерь располагался в районе Лодзинского гетто, граничащем с сегодняшними улицами Эмилии Плятер и с тогдашней западной стеной еврейского кладбища на улице Брацкой (ныне фрагмент улицы Загайникова). Главные ворота лагеря находились на улице Пшемысловой (Гевербештрассе). Концлагерь существовал с 1941-го по 1945 год. Заключённые были детьми депортированных поляков со всех польских воеводств. Нацисты следили за польскими детьми с нордическими расовыми характеристиками, те из них, которые были признаны «расово ценными», были отправлены отсюда в Рейх для усыновления и германизации. Около 3000 (от 12 000 до 13 000 по данным Международной службы розыска) детей были вынуждены пройти через лагерь. 1600 детей выполняли работу, тесно связанную с промышленным производством гетто. Самым младшим зарегистрированным было всего два года, в то время как большинству из заключённых в лагерь детей было от 8 до 14 лет.
Для создания детского концлагеря рассматривались несколько мест: францисканский монастырь в Лагевниках в Лодзи, школа в Цисне под Лодзью, поместье в Дзержонне под Згежем и местность в дальнем пригороде Лодзи (сегодня город Марианув, в районе Балуты).
Наконец, было решено отделить и изолировать участок земли Лодзинского гетто в районе улицы Пшемысловой. Вероятно, существенным аргументом в пользу выбора гетто были соображения, что в будущем этот участок можно будет расширить без серьёзных административных проблем. Площадь была отделена от гетто между улицами Эмили Платер, Брацкой и Гурнича. Немцы не пытались скрыть расположение концлагеря. Когда лагерь начал функционировать, над его воротами появилась большая вывеска с полным названием.
Главный вход находился на улице Пшемысловой, были также ворота с улицы Гурнича. Территория лагеря была обнесена высоким деревянным забором, сделанным еврейской строительной бригадой из гетто.
В постановлении Главного управления имперской безопасности ясно говорилось, что «преступники или безнадзорные дети в возрасте от 8 до 16 лет должны быть отправлены в лагерь». Лодзинский детский концлагерь должен был стать местом содержания польских детей: пойманных за мелкими преступлениями, бездомных или тех, чьи родители были арестованы или расстреляны. Первоначально он предназначался для детей и подростков от 8 до 16 лет, но вскоре этот предел был снижен до 6-летнего возраста, имеющаяся информация недвусмысленно указывает на то, что там временно содержались и дети младшего возраста — с 2 лет. Первые заключённые прибыли в лагерь 11 декабря 1942 года.

## После войны
19 января 1945 года детский концлагерь освободила Красная Армия. В первые дни после окончания немецкой оккупации Лодзи старшие дети покинули лагерь и отправились на поиски своих родных. Некоторые из младших тоже поступили так, но вскоре вернулись в лагерь, так как не могли справиться с жизнью на воле. В конечном итоге детей распределили по благотворительным организациям.
В феврале 1945 года в лагере находилось неустановленное подразделение Красной Армии. После того, как войска оставили этот район, прежние владельцы вернулись в свои довоенные дома. Деревянные лагерные постройки, созданные при его строительстве, — в основном большие бараки Haus IX и Haus X, — скорее всего, были снесены владельцами участков, на которых они стояли. Вероятно, в первую очередь был ликвидирован двухметровый деревянный забор, использовавшийся в различных целях местными жителями.
В 1960-х годах в рамках капитальной реконструкции этого периферийного района города на территории и вокруг бывшего лагеря был возведён жилой массив, состоящий из 4-этажных многоквартирных домов. Все деревянные постройки были снесены, зачастую они находились в плохом техническом состоянии. 

## Сохранившиеся постройки лагеря

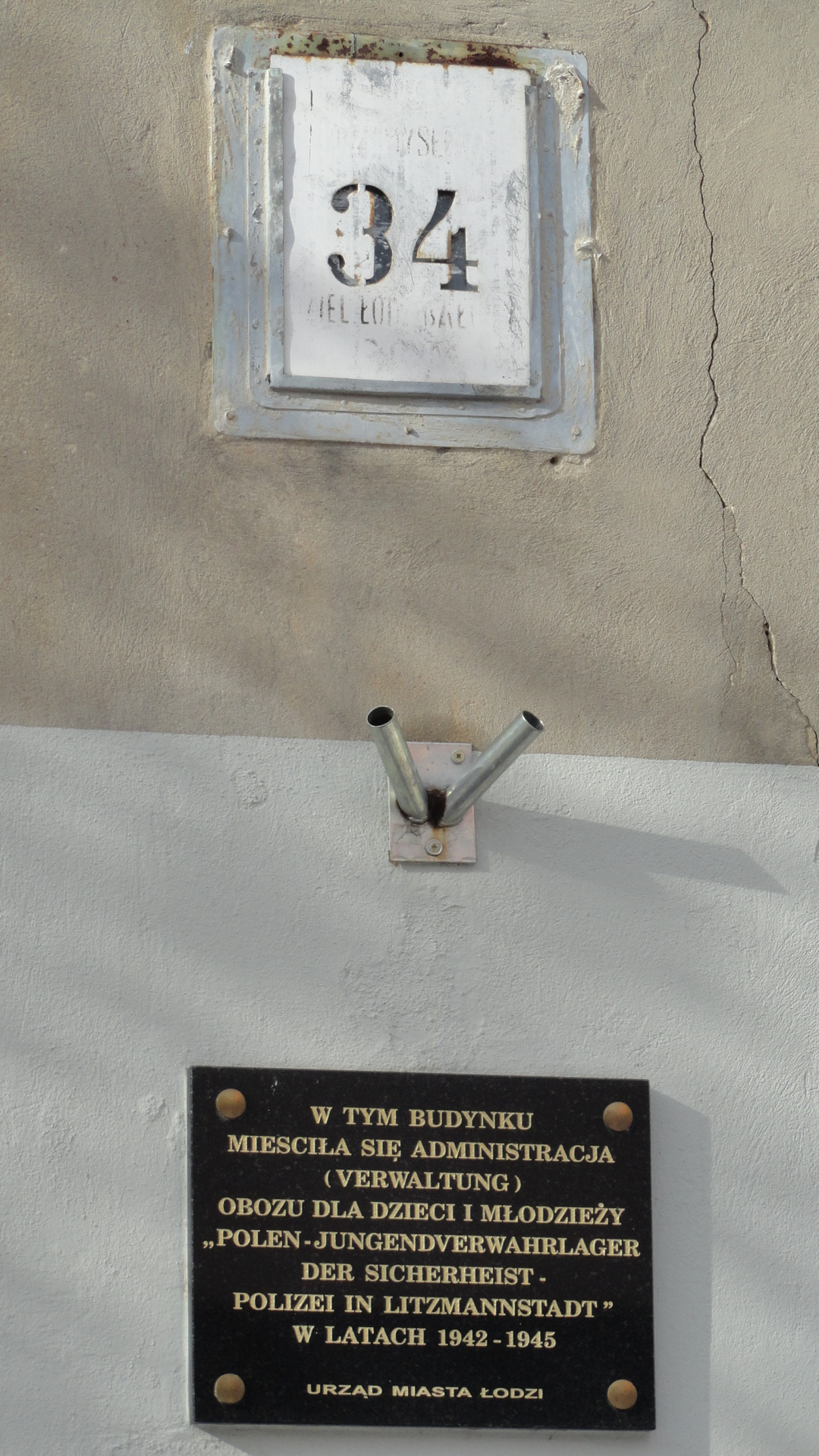
Мемориальная доска на улице Пшемысловой, 34.

Здания, сохранившиеся после ликвидации лагеря:
- ул. Мостовского, 19 — одноэтажное кирпичное здание; лагерный интендантский и продовольственный склад, а также мастерские сапожников и портных.
- ул. Мостовского, 22 — одноэтажное кирпичное здание; так называемый Haus VII. Был рассчитан на 200 девочек.
- ул. Мостовского, 26 — одноэтажное кирпичное здание; блок, рассчитанный на 100 детей. В августе 1943-го был приспособлен для размещения детей родителей, арестованных по «мосинскому делу»[11].
- ул. Пшемыслова, 29 и 29 «а» — одноэтажное кирпичное здание; по воспоминаниям бывшего заключённого Ю. Витковского — карцер. Анализ построек показывает, что здесь располагались слесарные и столярные мастерские, а также помещения электрика и стекольщика; карцер, вероятно, находился рядом, на месте нынешнего торгового павильона.
- ул. Пшемыслова, 34 — кирпичное здание с высоким мансардным этажом; бывший штаб лагеря. В 1970-х здесь была установлена мемориальная доска.
- ул. Пшемыслова, 48 «а» — одноэтажное кирпичное здание; так называемый Haus V (карантинный блок). Применялся особенно интенсивно во время эпидемий сыпного тифа в 1943-м и трахомы в 1944 годах. Здесь часто содержались до 300 детей.

В 1970-х годах восточная часть территории бывшего лагеря, примыкающая к стене еврейского кладбища, и часть кладбища, были использованы для расширения улицы Спорной и создания улицы Загарчевой.